# Azurit
Azurit (od azur) je monoklinski mineral tamnomodre do svijetlomodre boje, bazični bakreni karbonat, 2 CuCO3·Cu(OH)2. Nastaje atmosferskim trošenjem bakrenih minerala, pojavljuje se zajedno s malahitom u površinskim dijelovima ležišta bakrene rude. Upotrebljava se i kao modra boja (gorsko modrilo), a kod većih koncentracija i kao bakrena ruda.

## Azurit kao pigment
Azurit ili gorsko modrilo kao pigment je bio poznat još u drevnom Egiptu. U Europi u srednjem vijeku bio je češće upotrebljavan nego skuplji lapis lazuli. Dobiva se mljevenjem minerala. Ima grublje zrno ali se ne usitnjava previše jer gubi jakost i dobiva blijedu nijansu. Azurit je češće korišten u temperi jer u ulju postaje prozirno zamagljen i tamniji. Umjetno dobiven se upotrebljava duže vrijeme, ali zbog nepostojanosti i pošto je otrovan zadržava se do 19. stoljeća.

### Slike
|                                    |                                                          |                                                                                        | |
| Pigment azurit ili gorsko modrilo. | Azurit se često se u prirodi javlja zajedno s malahitom. | Pozadina "Dame s vjevericom" koju je naslikao Hans Holbein mlađi oslikana je azuritom. | Zelenkast ton Marijinog plašta u Rafaelovoj slici nastaje zbog pretvorbe azurita s vremenom u malahit. |

## Vanjske poveznice
- Handbook of Mineralogy - Azurite (engl.)